# Heinrich Ruland

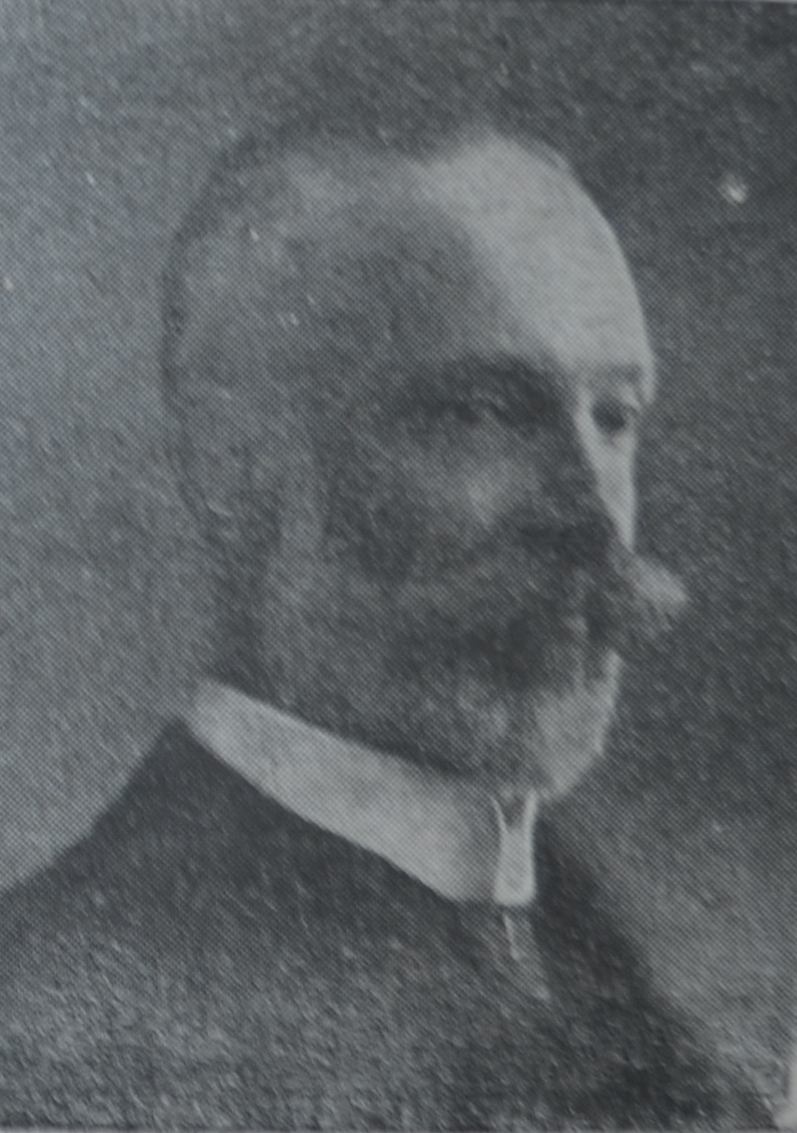
Heinrich Ruland, 1911

Franz Heinrich Ruland (* 20. September 1852 in Bonn; † 4. März 1930 in Tecklenburg) war Jurist und Mitglied der Ersten Kammer des Landtags des Reichslandes Elsaß-Lothringen.

## Leben
Heinrich Ruland, der katholischer Konfession war, besuchte das Gymnasium in Bonn und studierte an der Universität Bonn, der Universität Innsbruck und der Universität Leipzig Rechtswissenschaften. Er war seit dem Sommersemester 1871 Mitglied der Studentenverbindung Akademischer Juristenverein Bonn (heute: AV Rheno-Colonia Köln). Er schloss das Studium mit der Promotion zum Dr. jur. ab.
Er war 1882 bis 1918 Rechtsanwalt beim Landgericht Colmar und dem Oberlandesgericht Colmar.
Er beschäftigte sich insbesondere mit Armenpflege und Sozialpolitik und war Vorsitzender des deutschen Vereins für Armenpflege und Wohltätigkeit. Er war Mitglied im Armenrat Colmar.
1911 wurde er vom Kaiser als Mitglied der Ersten Kammer des Landtags ernannt.

## Auszeichnungen
- Geheimer Justizrat
- Roter Adlerorden 4. Klasse

## Werke
- Zur Reform der Armengesetzgebung in Elsaß-Lothringen, 1906
- Deutschtum und Franzosentum in Elsass-Lothringen, 1908
- Die elsass-lothringische Frage als Kulturfrage
- Elsass-Lothringen und die internationale Lüge, 1918 (2 Auflagen)
- Alsace-Lorraine and the internationale fiction, 1918